# Schizostachyum undulatum
Schizostachyum undulatum är en gräsart som beskrevs av Soejatmi Dransfield. Schizostachyum undulatum ingår i släktet Schizostachyum och familjen gräs. Inga underarter finns listade i Catalogue of Life.